# Solanum sect. Lycopersicoides
Die Sektion Solanum sect. Lycopersicoides ist ein Teil der Untergattung Potatoe innerhalb der Gattung der Nachtschatten (Solanum). Ihr werden zwei Pflanzenarten zugeordnet, die endemisch in extrem trockenen Gebieten der westlichen Anden vorkommen.

## Beschreibung

### Vegetative Merkmale
Die Arten der Sektion Lycopersicoides sind aufrecht bis etwas gestreckt wachsende, mehrjährige Pflanzen. Sie sind entweder krautig und nur an der Basis verholzend oder strauchig und dann mit aufrechten oder gewunden aufsteigenden, holzigen Zweigen. Die Sprossachsen sind hellgrün bis grün-violett, unbehaart oder leicht bis dicht behaart. Die Behaarung besteht aus einfachen, einreihigen drüsigen und nichtdrüsigen Trichomen, die im Alter abfallen.
Die sympodialen Einheiten besitzen fünf Laubblätter. Die Laubblätter sind unterbrochen unpaarig oder unsymmetrisch gefiedert, die Teilblättchen sind selten kurz gestielt, meist sind sie jedoch aufsitzend oder an der Blattachse herablaufend. Die Behaarung gleicht der der Sprossachse, wobei die Oberseite nur spärlich behaart, die Unterseite dichter und mit längeren Haaren besetzt ist. Pseudonebenblätter sind deutlich ausgeprägt, die Teilblätter erster Ordnung sind unregelmäßig gelappt, grob gekerbt oder sägezahnartig-gezahnt. Gelegentlich stehen zwischen den Teilblättern erster Ordnung eingeschobene Teilblättchen.

### Blütenstände und Blüten
Die Blütenstände sind meist zwei-, drei- oder mehrmals gegabelt und werden meist von einem Tragblatt begleitet. Ein Blütenstandsstiel ist vorhanden, die Blütenstiele sind direkt unterhalb des Kelchs gelenkartig gegliedert. Die Blüten sind radiärsymmetrisch. Der Kelch ist fünfteilig, meist verkahlend bis fein behaart. Die Krone ist leuchtend gelb, fünfeckig bis radförmig und bis auf etwa die Hälfte der Länge in fünf Teile geteilt, so dass dreieckige bis kurz-dreieckige Kronlappen entstehen.
Die fünf Staubblätter sind nicht zu einer Staubblattröhre verwachsen. Die Staubbeutel sind blassgelb bis nahezu weiß. Sie sind gerade, gleich lang, stehen einzeln oder sind schwach zusammengeneigt. Ein steriler Fortsatz an der Staubbeutelspitze wird nicht gebildet. Die Staubbeutel springen anfangs durch Poren an der Spitze auf, die sich später zu Schlitzen erweitern, die an der Innenseite der Staubbeutel herablaufen. Der Fruchtknoten ist kugelförmig-konisch und unbehaart. Der Griffel ist in der unteren Hälfte fein weiß behaart, umgebogen und steht etwa 2 bis 4 mm über die Staubbeutel hinaus. Die Narbe ist verlängert keulenförmig.

### Früchte und Samen
Die Früchte sind kugelförmige, gelbe bis schwarze, unbehaarte und glänzende Beeren. Das Perikarp ist zur Reife dünn und lederig. Die Früchte stehen an einem geraden Fruchtstiel. Der Kelch ist an der Frucht beständig und abstehend, ist aber kürzer als die Frucht. Die Samen sind umgekehrt eiförmig, linsenförmig und entlang des Rands mit einem Flügel versehen.

## Vorkommen und Standorte
Die Arten der Sektion sind Endemiten der Wüstengebiete der westlichen Anden in Peru und Chile. Sie sind an extrem trockene Bedingungen angepasst.

## Systematik

### Äußere Systematik
Innerhalb der Nachtschatten (Solanum) wird die Sektion Lycopersicoides in die Untergattung Potatoe eingeordnet. Durch kladistische Untersuchungen, die sowohl auf morphologischer als auch auf molekularer Ebene durchgeführt wurden, konnte gezeigt werden, dass die Sektion monophyletisch ist. Diese Untersuchungen unterstützen auch, dass die Lycopersicoides mit dem Rang einer Sektion zu führen sind und nicht, wie oftmals in der Literatur zu finden, als Untersektion der Solanum sect. Lycopersicon. Die durch diese Untersuchungen ermittelten Verwandtschaftsverhältnisse zu nahe verwandten Sektionen zeigt folgendes Kladogramm:
|  | Sektion Lycopersicoides                                                        |
|  |                                                                                |
|  | \| \| Sektion Juglandifolia \| \| \| \| \| \| Sektion Lycopersicon \| \| \| \| |
|  |                                                                                |
|  | Sektion Juglandifolia                                                          |
|  |                                                                                |
|  | Sektion Lycopersicon                                                           |
|  |                                                                                |

|  | Sektion Juglandifolia |
|  |                       |
|  | Sektion Lycopersicon  |
|  |                       |

|  | Sektion Lycopersicoides                                                        |
|  |                                                                                |
|  | \| \| Sektion Juglandifolia \| \| \| \| \| \| Sektion Lycopersicon \| \| \| \| |
|  |                                                                                |
|  | Sektion Juglandifolia                                                          |
|  |                                                                                |
|  | Sektion Lycopersicon                                                           |
|  |                                                                                |

|  | Sektion Juglandifolia |
|  |                       |
|  | Sektion Lycopersicon  |
|  |                       |

|  | Sektion Lycopersicoides                                                        |
|  |                                                                                |
|  | \| \| Sektion Juglandifolia \| \| \| \| \| \| Sektion Lycopersicon \| \| \| \| |
|  |                                                                                |
|  | Sektion Juglandifolia                                                          |
|  |                                                                                |
|  | Sektion Lycopersicon                                                           |
|  |                                                                                |

|  | Sektion Juglandifolia |
|  |                       |
|  | Sektion Lycopersicon  |
|  |                       |

|  | Sektion Lycopersicoides                                                        |
|  |                                                                                |
|  | \| \| Sektion Juglandifolia \| \| \| \| \| \| Sektion Lycopersicon \| \| \| \| |
|  |                                                                                |
|  | Sektion Juglandifolia                                                          |
|  |                                                                                |
|  | Sektion Lycopersicon                                                           |
|  |                                                                                |

|  | Sektion Juglandifolia |
|  |                       |
|  | Sektion Lycopersicon  |
|  |                       |

### Innere Systematik
Innerhalb der Sektion werden zwei Arten unterschieden:
- Solanum lycopersicoides Dunal
- Solanum sitiens I.M.Johnston